# زائدة حذف
تطلق زائدة الحذف على ما يحذف (يسقط) من أصل الكلمة في الاشتقاق أو غيره من صروف النحو. بعبارة أخرى هي الحرف الأصلي (المرفيم) المطروح من الأصل لصوغ لفظ آخر منه، ويسمى زائدة (مجازية) لأنه يحذف وإن كان حرفا أصليا لا زائدا.
العادة في الاشتقاق والتصريف أن تصاغ الألفاظ بالزيادة والإضافة، وحتى بالثبات (تغيير اللحن)، لا بالنقص والطرح. هذه الحالة الخاصة هي حالة زوائد الحذف وتعرف دراسة هذه الحالة بعلم «الصرف بالطرح» والطرح معناه الإسقاط.

## أمثلة
زيادة على اللغات التي يأتي ذكرها، يجدر ذكر أن «الصرف بالحذف» يكثر في اللغات المسكوكية في أمريكا. فيما يلي، زائدة الحذف ممثلة بالحروف المحمرة:

## عربية
- عشرة ؤ. عشر (على خلاف عادة التأنيث بالتاء)
- الأمر من فعل أمر هو مُر، ومن رأى هو رَ. (حالة حذف من مادة الكلمة)
- زهرة ج. زهر (حالة حذف من أصل الكلمة)

### سنهالية
في اللغة السنهالية:
- مالا «زهرة» ج. مال «زهر»

### مرلية
من اللغة المرلية:
- أنييت «ضلع» ج. أنيي «أضلع»[3]